# Julie Bennett
Julie Bennett (n. 24 ianuarie 1932, New York City, New York, SUA – d. 31 martie 2020, Beverly Grove⁠(d), California, SUA) a fost o actriță și actriță de voce americană.

## Carieră în actorie
Originară din Hollywood, Bennett a lucrat ca actriță pe scenă, la radio și în mai multe filme și programe de televiziune, printre care George Burns and Gracie Allen Show, Aventurile lui Superman, și Dragnet.

### Cariera în actorie de voce
Bennett a lucrat ca actriță de voce din 1950 până la începutul anilor 2000. Ea a înregistrat vocile pentru UPA, Warner Bros., Metro-Goldwyn-Mayer, filmul The Rocky and Bullwinkle Show (pentru segmentul Fractured Fairy Tales) și Hanna-Barbera Productions.
Cel mai bine este cunoscută ca vocea lui Cindy din serialul Ursul Yogi al Hanna-Barbera, precum și filmul de lung emtraj spin-off Hey There, It's Yogi Bear!. Ea a reluat personajul în Yogi și vânătoarea de comori, Yogi și invazia urșilor spațiali și Aventurile Ursului Yogi.
Bennett a continuat munca ca actriță de voce în anii 1990, inclusiv un rol ca vocea Mătușii May Parker în serialul animat Spider-Man după decesul lui Linda Gary în 1995.

## Alte activități
În afară de cariera de actriță, Bennett a lucrat ca agent imobiliar și ca impresar pentru alți actori. De obicei folosea un pseudonim atunci când lucra într-un alt domeniu decât cel al actoriei.

## Deces
Bennett a murit din cauza complicațiilor cauzate de COVID-19, la vârsta de 88 de ani, pe 31 martie 2020, în timpul pandemiei de coronaviroză.